# Соколова (присілок, Каменський міський округ)
Соколо́ва (рос. Соколова) — присілок у складі Каменського міського округу Свердловської області.
Населення — 216 осіб (2010, 245 у 2002).
Національний склад станом на 2002 рік: росіяни — 91 %.